# Summer Wine
"Summer Wine" (em português: "Vinho de Verão") é uma canção escrita por Lee Hazlewood. Foi originalmente cantada por Suzi Jane Hokom e Lee Hazlewood em 1966, mas ficou famosa pelas vozes de Nancy Sinatra e Lee Hazlewood em 1967. A "versão Nancy & Lee" foi originalmente lançada no álbum Nancy in London, de Sinatra, no final de 1966, e mais tarde como o lado B do seu single "Sugar Town " em dezembro de 1966. A canção em si foi um sucesso, alcançando a posição 49 na tabela Hot 100 da Billboard em abril de 1967. Também alcançou a posição #14 na Austrália. No início de 1968, "Summer Wine" foi incluída no álbum de duetos de Sinatra e Hazlewood, Nancy & Lee LP. Foi o primeiro dueto de sucesso de Sinatra e Hazlewood.
Em maio de 2017, a loja de roupa H&M usou a versão de Nancy & Lee na sua campanha publicitária "The Summer Shop 2017"  e, consequentemente, a faixa estreou em #1 na revista Billboard e na tabela do Clio's Top TV Commercials em maio de 2017. 
Liricamente, "Summer Wine" descreve um homem, na voz de Hazlewood, que conhece uma mulher, Sinatra, que repara nas suas esporas de prata e o convida para beber vinho com ela. Depois de beber muito, o homem acorda de ressaca e descobre que as suas esporas e o seu dinheiro foram roubados pela misteriosa mulher; o subtexto sendo que eles tiveram relações sexuais e como pagamento ela levou as "esporas de prata, um dólar e uma moeda de dez centavos". Ele então declara o seu desejo por mais do seu "vinho".

## Covers
Em 1968, a canção foi regravada por Kela Gates em espanhol com a banda peruana Los Belkings com o título Néctar de verano.  A canção foi posteriormente regravada por Demis Roussos com Nancy Boyd, The Corrs com Bono (no álbum ao vivo VH1 Presents: The Corrs, Live in Dublin de 2002), Ultima Thule, Gry com FM Einheit e sua orquestra, Anna Hanski & Lee Hazlewood, Evan Dando & Sabrina Brooke, Scooter (no álbum Sheffield de 2000), Jack Grace e Moimir Papalescu e The Niilists (com as partes masculina e feminina trocadas). Uma versão cover de Ville Valo & Natalia Avelon, gravada para a trilha sonora do filme Das Wilde Leben, foi o quarto single mais vendido de 2007 na Alemanha , e foi certificado como Platina pela BVMI.
"Summer Wine" também foi regravada  Ed Kuepper e Clare Bowditch no programa musical australiano RocKwiz. 
Uma versão francesa chamada "Le Vin de l'été" foi lançada por Marie Laforêt e Gérard Klein em 1969 (letra francesa de Eddy Marnay). 
Uma versão em hebraico também chamada de "Yen Kayitz"  foi lançada por Chava Alberstein e Dani Litani em 1976, com tradução de Ehud Manor. 
Uma versão flamenga chamada Toverdrank ("Poção Mágica") (do álbum Een man zoals ik (português: Um homem como eu)) foi apresentada por Guido Belcanto e An Pierlé em 2011. 
Duas versões alemãs diferentes foram lançadas por Roland Kaiser (com Nancy Sinatra) em 1996 e por Claudia Jung & Nik P. em 2011. 
Uma regravação islandesa chamada Sumarást ("Amor de Verão") foi lançada por Hljómsveit Ingimars Eydal em 1968 e por Helgi Björnsson Ragnhildur Steinunn Jónsdóttir em 2007 para o filme Astrópía. 
A 18 de abril de 2013, Lana Del Rey lançou um videoclipe com ela e o seu então namorado Barrie-James O'Neill (dos Kassidy) cantando "Summer Wine" de Lee Hazlewood. 
A cantora canadense Cœur de pirate gravou um cover de "Summer Wine", que foi usada na trilha sonora da série de TV "Trauma". 
A 11 de setembro de 2019, a cantora francesa Clara Luciani e Alex Kapranos (Franz Ferdinand) cantaram uma versão cover em inglês/francês de Summer Wine no Olympia, em Paris.  A faixa foi lançada oficialmente em julho de 2020.